# Joe King Oliver
Joe "King" Oliver (ur. 19 grudnia 1885, zm. 8 kwietnia 1938) – amerykański muzyk jazzowy i lider big bandu.

## Życiorys
Joe "King" Oliver urodził się w Abend koło Donaldsonville w stanie Louisiana. W młodości przeprowadził się do Nowego Orleanu. Grał na kornecie w zespołach dętych i tanecznych w Nowym Orleanie także w dzielnicy czerwonych latarni – Storyville. Zespół, który prowadził razem z puzonistą Kidem Ory uznawany był za najlepszy w Nowym Orleanie w drugiej dekadzie XX wieku. Oliver uzyskał ogromną popularność w Nowym Orleanie mimo trudności natury ekonomicznej i rasowej,  zatrudniano go, by grał zarówno w salach tanecznych dla czarnej biedoty jak również dla dystyngowanego białego towarzystwa.
Według informacji podanych przez wdowę po Oliverze – Stellę Oliver w wywiadzie dla Tulane's Hogan Jazz Archive, w 1919 r. podczas dancingu, gdzie grał Oliver, wywiązała się bójka. Oliver i jego zespół zostali aresztowani przez policję razem z walczącymi. To wydarzenie miało być bezpośrednią przyczyną decyzji o opuszczeniu amerykańskiego Południa.
Po podróży do Kalifornii w 1922 Oliver został "Królem jazzu" w Chicago występując wraz z zespołem Creole Jazz Band w Royal Gardens (później nazwanych Lincoln Gardens). Prawie wszyscy muzycy tej grupy mieli za sobą błyskotliwe kariery solowe. Grał tam Oliver na kornecie, jego protegowany Louis Armstrong – drugi kornet, Baby Dodds – perkusja, Johnny Dodds – klarnet, Lil Hardin (późniejsza żona Armstronga) – fortepian, Honore Dutray – puzon i Bill Johnson – kontrabas i banjo. Nagrania dokonane przez grupę w 1923 pozwoliły na pokazanie prawdziwego artyzmu nowoorleańskiego stylu równoczesnej improwizacji i muzyki dixielandowej szerszemu gronu słuchaczy.
W połowie lat 20. zespół przekształcił się w hybrydę pomiędzy grupą w starym stylu nowoorleańskim a zyskującym dużą popularność w kraju większym zespołem tanecznym i został przemianowany na "King Oliver & His Dixie Syncopators". Oliver zaczął cierpieć na schorzenie dziąseł, co wpłynęło na osłabienie jego umiejętności jako trębacza, ale jeszcze przez dekadę pozostał popularnym liderem big bandu.
Biznesowe talenty Olivera ustępowały muzycznym. Kolejni menadżerowie okradali go z pieniędzy. Zażądał więcej pieniędzy dla swojego zespołu niż Savoy Ballroom mógł zapłacić, wskutek czego stracił szansę na kontrakt. W podobny sposób stracił okazję na zatrudnienie w słynnym nowojorskim Cotton Clubie. Wtedy zamiast niego młody Duke Ellington przyjął tę pracę, czym zyskał sławę.
Wielki Kryzys był trudny dla Olivera; oszczędności całego życia przepadły, gdy zbankrutował bank Chicago, usiłował jeszcze utrzymać zespół angażując go w kilka występów, z których zapłata ledwie pozwalała na przeżycie. Gdy zespół rozpadł się Oliver przeniósł się do Savannah w stanie Georgia. Pracował tam jako odźwierny i zmarł w ubóstwie.

## Muzyka Olivera
Jako trębacz Oliver interesował się modyfikowaniem dźwięku swojego instrumentu. Był pionierem używania tłumików, włączając w to melonik, butelki i pucharki umieszczane w roztrąbie. Jedno z jego nagrań z Dixie Syncopators zatytułowane zostało "WaWaWa" właśnie ze względu na stosowanie takich technik.
Jakkolwiek Oliver głównie grał na kornecie, instrumentem z którym się identyfikował była trąbka. Niektórzy uważają, że Oliver powinien być zaliczany do największych trębaczy-innowatorów w historii jazzu, do których należą: Buddy Bolden, Louis Armstrong, Roy Eldridge, Dizzy Gillespie i Miles Davis.
Oliver zajmował się również kompozycją. Napisał jeden z wczesnych przebojów Armstronga – "Dippermouth Blues", jak również "Sweet Like This", "Canal Street Blues" i "Doctor Jazz" – temat wykorzystywany później przez Jelly Roll Mortona, częstego współpracownika Olivera.
Louis Armstrong mówił na Olivera "Papa Joe". Pierwszy własny kornet Louis dostał właśnie od Olivera. Armstrong nazywał Olivera swoim idolem i inspiracją życia. W autobiografii "Satchmo – My Life in New Orleans" (Satchmo – Moje życie w Nowym Orleanie) Armstrong napisał o Oliverze:

It was my ambition to play as he did. I still think that if it had not been for Joe Oliver, Jazz would not be what it is today. He was a creator in his own right.

Moją ambicją było grać tak jak on. Wciąż myślę, że gdyby nie Joe Oliver, jazz nie byłby tym, czym jest dziś. Był twórcą na swój własny sposób.